# Xbox Cloud Gaming
Xbox Cloud Gaming (in der Entwicklungsphase Project xCloud genannt) ist ein Cloud-Gaming-Service des US-amerikanischen Unternehmens Microsoft. Im November 2019 wurde der Service im Rahmen von Betatests freigegeben und startete dann offiziell für Abonnenten des Xbox Game Pass Ultimate am 15. September 2020.

## Dienst
Beim Streaming von Spielen über Xbox Cloud Gaming werden die Bilder auf Servern in den Rechenzentren von Microsoft berechnet und je nach den Eingaben, die er vom Spieler erhält, umgesetzt und dann über das Internet an den Endbenutzer gesendet. Durch diesen Dienst benötigt der Spieler selbst keinen leistungsstarken Computer oder eine Spielkonsole und kann theoretisch überall, wo Internet verfügbar ist, spielen.

## Entwicklung
Microsoft machte im Juni 2018 erstmals auf der E3 Andeutungen über einen zukünftigen Spielestreaming-Service. Im Oktober 2018 folgte dann eine offizielle Ankündigung für einen Dienst unter dem Namen Projekt xCloud.
Eine erste Demonstration des Dienstes folge im März 2019 mit dem eigenen Computerspiel Forza Horizon 4, welches auf einem Android-Smartphone mittels Xbox-One-Controller gespielt wurde. Microsoft hat angedeutet, dass es die gesamte Xbox-One-Bibliothek an Computerspielen anbieten will.
Im Oktober 2019 begann die Betaphase von xCloud. Der Dienst konnte in den Vereinigten Staaten, im Vereinigten Königreich und Südkorea auf Android-Geräten genutzt werden. Während der Beta standen den Teilnehmern die Titel Halo 5: Guardians, Gears 5, Killer Instinct und Sea of Thieves kostenlos zur Verfügung.
Am 12. Februar 2020 startete xCloud auch auf Apples mobilem Betriebssystem iOS in einer Preview-Version. Dies geschah mit starken Einschränkungen durch die Richtlinien im App Store, dadurch war es den Nutzern nur möglich, die Halo – The Master Chief Collection zu spielen. Heute (2024) läuft Xbox Cloud Gaming auf iOS, iPadOS und macOS auf dem Browser.
Am 15. September 2020 startete xCloud in 22 Ländern in Nordamerika, Europa und Asien für Android mit über 170 Computerspielen. Der xCloud-Dienst ist kostenlos im Xbox-Game-Pass-Ultimate-Abonnement enthalten.
Seit November 2024 ist es möglich, ausgewählte gekaufte Spiele, die nicht Teil des Game-Pass-Katalogs sind, über den Service zu streamen.

## Technik

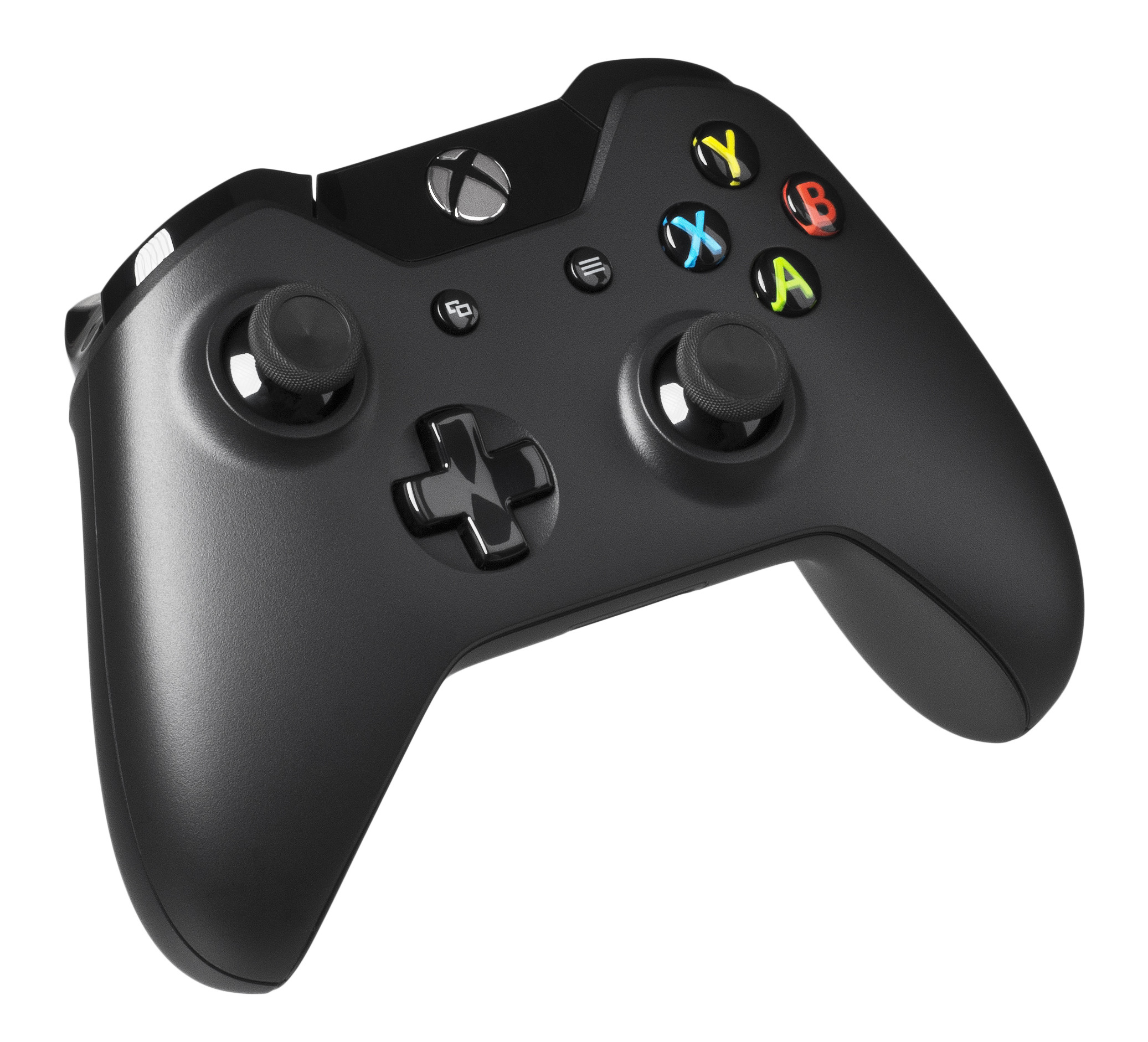
Xbox Cloud Gaming funktioniert mit einem Xbox Wireless Controller

xCloud lief per 2019 über die 54 Rechenzentren von Microsoft Azure, die in 140 Ländern gehostet werden.
Die Hardware bei der Einführung basierte auf Xbox One S Bladeservern, bis Oktober 2021 ist ein Übergang zu Xbox Series X Servern erfolgt. Die Abwärtskompatibilität der Xbox Series X ermöglicht, die bestehende Bibliothek von Xbox-Spielen beizubehalten und gleichzeitig neue Spiele aus der Xbox Series X hinzuzufügen.
Der Dienst ist so konzipiert, dass er mit Smartphones funktioniert, entweder via Touchscreen-Steuerung oder mit einem Xbox-Controller über Bluetooth. Laut Microsoft sei ihr Dienst deutlich attraktiver als vergleichbare Cloud-Gaming-Angebote wie Google Stadia, da man Zugriff auf die große Xbox-Spielebibliothek habe.

## Konflikt mit Apple
Microsoft hatte geplant, xCloud auf den zwei großen mobilen Betriebssystemen Android und iOS zu veröffentlichen. Ab August 2020 wurde bekannt, dass die Umsetzung für Apples Betriebssystem gestoppt werden. Trotz Beta-Tests stellte Microsoft klar, dass ein vernünftiges xCloud-Erlebnis in der damaligen Situation unter iOS nicht möglich sei, da die Richtlinien des Apple App Stores die Funktionalität zu stark einschränken.
Laut Apple ermöglichen es Cloud-Gaming-Dienste wie xCloud Microsoft, Spiele auf der iOS-Plattform zu veröffentlichen, die die standardmäßigen Prüfungen umgehen, die Apple für andere Anwendungen durchführt. Mit Berufung auf die eigenen Richtlinien des App Stores verweigerte Apple daher die Zulassung der Anwendung auf der Plattform.
Im September 2020 änderte Apple seine Regeln, die es xCloud und anderen Cloud-Spieleanwendungen erlaubten, auf iOS zu funktionieren, mit der Einschränkung, dass jedes Spiel als individueller Download im iOS-Store angeboten werden muss. Obwohl sich dieser Schritt auf den ersten Blick positiv anhört, wertet das t3n Magazin diesen Schritt wie folgt:
„Bei näherer Betrachtung hat der App-Store-Hüter nichts Substanzielles geändert. Vielmehr lesen sich die neuen Regelungen als wollte Apple es den Game-Streaming-Diensten formal leichter aber faktisch schwerer machen.“ (Dieter Petereit: t3n Magazin).
Microsoft reagierte negativ auf diese Änderung und erklärte: “This remains a bad experience for customers. Gamers want to jump directly into a game from their curated catalog within one app just like they do with movies or songs, and not be forced to download over 100 apps to play individual games from the cloud. We’re committed to putting gamers at the center of everything we do, and providing a great experience is core to that mission.” (deutsch: „Dies bleibt eine schlechte Erlebnis für die Kunden. Gamer möchten aus ihrem kuratierten Katalog innerhalb einer App direkt in ein Spiel springen, genau wie bei Filmen oder Songs, und nicht gezwungen sein, über 100 Apps herunterzuladen, um einzelne Spiele aus der Cloud zu spielen. Wir setzen uns dafür ein, die Spieler in den Mittelpunkt all unserer Aktivitäten zu stellen, und die Bereitstellung einer großartigen Spielerfahrung ist der Kern dieser Mission.“)